# Selección de fútbol de Escocia
La selección de fútbol de Escocia (en gaélico escocés: Sgioba Ball-coise Nàiseanta na h-Alba; en escocés: Scotland naitional fitbaw team), es el equipo representativo del país desde 1872, es controlado por la Asociación Escocesa de Fútbol (Scottish Football Association) en las competiciones oficiales organizadas por la UEFA y la FIFA.
Es, junto a la selección inglesa, el combinado más antiguo del mundo, tras disputar ambos equipos en 1872 el primer partido de fútbol internacional de la historia. Sin embargo, al igual que el resto de selecciones del Reino Unido, no pertenece al Comité Olímpico Internacional, al ser una nación constitutiva.
La selección escocesa disputa la mayoría de sus partidos en condición de local en Hampden Park, el estadio nacional, ubicado en Glasgow, aunque algunos encuentros amistosos son disputados en otros estadios del país. Escocia ha clasificado varias veces a la Copa Mundial de Fútbol y a la Eurocopa, pero nunca ha superado la primera ronda en ninguno de los campeonatos.
La afición escocesa es conocida colectivamente como el Tartan Army («Ejército de Tartán»). El rival tradicional de Escocia es Inglaterra, contra la que jugó anualmente entre 1872 y 1989, aunque a partir de ese año solo se han enfrentado tres veces a nivel absoluto. El último partido entre ambas selecciones se disputó en el Estadio de Wembley en 2021, en el partido correspondiente a la fase de grupos de la Eurocopa 2020, en el que se empató 0-0.

## Historia

### Nacimiento y rivalidad con Inglaterra (1870-1940)
Las selecciones de Escocia e Inglaterra son las más antiguas del mundo. Equipos representativos de ambos países disputaron una serie de cinco partidos en The Oval, un estadio de críquet de Londres, entre 1870 y 1872. Las dos selecciones disputaron, el 30 de noviembre de 1872, el primer partido oficial de fútbol internacional, en Hamilton Crescent, en Partick, Glasgow. El encuentro terminó en un empate sin goles. Los once jugadores que representaron a Escocia ese día pertenecían al Queen's Park F. C., un equipo aficionado de Glasgow. Durante los siguientes cuarenta años Escocia jugó partidos exclusivamente contra selecciones de los otros tres países constituyentes del Reino Unido: Inglaterra, Gales e Irlanda. La creación del Campeonato Británico de Naciones en 1883 otorgó a estos encuentros un carácter oficial. Los partidos entre Escocia e Inglaterra eran particularmente disputados, lo que llevó a que rápidamente se desarrollara una rivalidad entre ambas selecciones.
Escocia solo perdió dos de sus primeros 43 partidos internacionales, y no fue sino hasta una derrota 0:2 ante Irlanda en casa que perdió con un rival que no era Inglaterra. La selección escocesa ganó 24 veces el Campeonato Británico de Naciones, y compartió en 17 ocasiones el título con al menos uno de los otros equipos. Su primer partido fuera de las islas británicas lo disputó en 1929, cuando venció a Noruega por 7:3 en Bergen. Escocia continuó disputando encuentros contra rivales continentales, logrando triunfos sobre Alemania y Francia antes de perder ante el Wunderteam austriaco e Italia en 1931.
Al igual que las demás selecciones británicas, Escocia no participó en las Copas Mundiales de la década de 1930. Las cuatro asociaciones, que habían sido excluidas de la FIFA debido a un desacuerdo acerca de la situación de los jugadores aficionados, volvieron a ella después de la Segunda Guerra Mundial. En 1947 se jugó en Hampden Park un partido entre un equipo del Reino Unido y uno del resto del mundo para celebrar la reconciliación.

### Años 1950
La readmisión de la Asociación Escocesa de Fútbol por parte de la FIFA significó que Escocia podía participar en la Copa Mundial de 1950. Por recomendación de la FIFA, los dos mejores equipos del Campeonato Británico de Naciones de ese año irían al Mundial; sin embargo, la SFA decidió que Escocia solo asistiría al Mundial en caso de obtener el primer lugar. La selección escocesa ganó sus dos primeros partidos, pero una derrota en casa ante Inglaterra por 0:1 la dejó en el segundo puesto. Aunque se había ganado el derecho a participar en la Copa del Mundo, la SFA mantuvo su decisión, a pesar de las peticiones de los jugadores escoceses, que contaron con el apoyo del capitán de Inglaterra, Billy Wright, y otros jugadores ingleses.
Las mismas reglas de clasificación se mantuvieron para la Copa de 1954. Ese año Escocia volvió a terminar segunda en el Campeonato Británico de Naciones, pero esta vez la SFA permitió a un equipo participar en el campeonato, disputado en Suiza. La preparación, citando al sitio web de la SFA, «fue atroz». Aunque la FIFA permitía equipos de hasta 22 jugadores, solo 13 viajaron a Suiza; por otra parte, al torneo viajaron numerosos dirigentes de la Asociación, acompañados de sus esposas. En su debut en la Copa, Escocia cayó 0:1 ante Austria, lo que llevó al seleccionador Andy Beattie a renunciar horas antes del segundo y finalmente último partido, ante Uruguay. El equipo sudamericano, campeón vigente, goleó 7:0.
En la Copa Mundial de 1958, Escocia empató su primer encuentro 1:1 con Yugoslavia, pero posteriores derrotas ante Paraguay y Francia (2:3 y 1:2, respectivamente) la dejaron fuera del campeonato. Antes del torneo estaba previsto que Matt Busby, entrenador del Manchester United, dirigiera a Escocia, pero las graves heridas que sufrió en el desastre aéreo de Múnich de febrero de ese año lo obligaron a dejar su puesto, que fue cubierto por Dawson Walker.

### Años 1960
Bajo la dirección de Ian McColl, la selección escocesa se hizo con los Campeonatos Británicos de Naciones de 1962 y 1963. Tras la partida de McColl en 1965, Jock Stein, John Prentice y Malcolm McDonald tuvieron cada uno un breve periodo al frente de Escocia, hasta la contratación de Bobby Brown en 1967. El primer partido como seleccionador de Brown fue contra Inglaterra, coronada campeona del mundo el año anterior. A pesar de no ser los favoritos, los escoceses ganaron 2:3, con goles de Denis Law, Bobby Lennox y Jim McCalliog. La afición escocesa celebró a su equipo como los «campeones del mundo no oficiales». Sin embargo, a pesar de este famoso triunfo, Escocia no logró clasificar a ninguna competición internacional durante la década de 1960.

### Años 1970

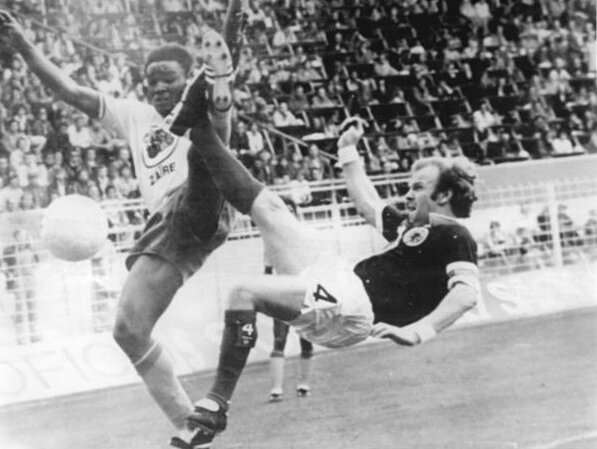
Billy Bremner (derecha) en el partido en el que Escocia enfrentó a en el mundial de Alemania 1974 en el Westfalenstadion en Dortmund.

Después del breve paso como seleccionador de Tommy Docherty, la SFA contrató a Willie Ormond como su reemplazante en 1973. Aunque Ormond perdió su primer partido al mando por 0:5 ante Inglaterra, logró recuperarse y llevó a Escocia a su primera Copa del Mundo en 16 años: la de 1974, a disputarse en Alemania Federal. Allí Escocia logró su mejor desempeño en un Mundial. El equipo terminó invicto, pero no pudo pasar a la siguiente ronda por diferencia de goles. Después de batir 2:0 a Zaire, Escocia empató 0:0 con Yugoslavia y 1:1 con Brasil.
En 1977 fue contratado como seleccionador Ally MacLeod, con la clasificación a la Copa del Mundo de 1978 en Argentina lejos de estar asegurada. La era MacLeod comenzó con la obtención del Campeonato Británico de Naciones de 1977, en gran parte gracias a una victoria 1:2 sobre Inglaterra en Wembley, después de la cual aficionados escoceses invadieron el campo, destruyendo el césped y quebrando un travesaño. Posteriormente, Escocia selló su clasificación al Mundial con triunfos sobre Checoslovaquia y Gales.
Antes de la Copa del Mundo, MacLeod alimentó las esperanzas escocesas declarando que el equipo volvería a casa con una medalla. La selección escocesa se despidió de su afición ante un Hampden Park repleto, mientras que miles de aficionados más escoltaron al equipo en su ruta al aeropuerto de Prestwick antes de viajar a Sudamérica. Ya en Argentina, los escoceses perdieron el primer encuentro ante Perú, por 1:3. El segundo partido, ante Irán, fue un decepcionante empate 1:1 y terminó su participación con una gran victoria 3-2 ante Holanda, mas no le alcanzó para alcanzar el segundo lugar, pues igualó en puntos con los holandeses, pero quedó eliminado por mejor diferencia de goles de ellos.

### Años 1980
MacLeod renunció al cargo de entrenador poco después de la Copa del Mundo de 1978, y Jock Stein, que había ganado nueve títulos consecutivos de liga escocesa y la Copa de Europa como entrenador del Celtic, fue nombrado como su sucesor. Después de no conseguir la clasificación para la Eurocopa 1980, Escocia se clasificó para la Copa Mundial de la FIFA 1982 desde un grupo difícil, con Suecia, Portugal, Israel e Irlanda del Norte, perdiendo solo un partido en el proceso. Vencieron a Nueva Zelanda por 5-2 en su primer partido en el Mundial, pero perdió por 4-1 ante un equipo de Brasil que tenía en su plantilla a Sócrates, Zico, Eder y Falcão. Escocia fue eliminada por 3.ª vez consecutiva por diferencia de goles, después de un empate 2-2 con la Unión Soviética.
Escocia se clasificó para la Copa Mundial de la FIFA 1986, su cuarta consecutiva, en circunstancias traumáticas. El equipo llegó a su último partido contra Gales y necesitaban un punto para pasar a una segunda fase de clasificación contra Australia. A falta de sólo nueve minutos para el final, Gales ganaba por 1-0 y Escocia recibió un penalti a favor que fue anotado con calma por Davie Cooper. El 1-1 hizo que Escocia se clasificase, pero a medida que los jugadores y aficionados celebraron el éxito, el seleccionador Jock Stein sufrió un ataque al corazón y murió poco después. Su ayudante, Alex Ferguson, se hizo cargo del equipo. Escocia se clasificó para la Copa del Mundo al ganar por 2-0 ante Australia en un repechaje de ida y vuelta, pero fueron eliminados de la fase final del torneo con sólo un punto en sus tres partidos, un empate sin goles con Uruguay (este partido Uruguay jugó con 10 jugadores desde el primer minuto por la expulsión de José Batista que fue la roja más rápida en un Copa Mundial a los 35 segundos) y dos derrotas ante Dinamarca 1-0 y Alemania Occidental 2-1.

### Años 1990
Escocia se había clasificado para su quinta Copa del Mundo consecutiva en 1990 al terminar en segundo lugar en su grupo clasificatorio, ya en el mundial quedó emparejada en el grupo C con Costa Rica, Suecia y Brasil, en el primer partido los escoceses perdieron 1-0 ante Costa Rica. en el segundo partido logran vencer a Suecia 2-1 su pase a octavos se decidía ante Brasil sin embargo perdieron por 1-0 y fueron eliminados nuevamente en la primera ronda. luego del mundial, Escocia participó en la Clasificación para la Eurocopa de 1992 una derrota por 1-0 ante Rumanía de visita dejó su clasificación dependiendo de otros resultados, pero un empate 1-1 entre Bulgaria y Rumanía el cual les permitió clasificar por primera vez en su historia a una Eurocopa, ya en el torneo quedó emparejada en el Grupo B junto a Holanda, Alemania y CEI a pesar de su buenos partidos no pudo evitar la caída ante Holanda y Alemania ya en el último partido logró una victoria contra el CEI, sin posibilidades de clasificar a la siguiente fase.
Escocia no pudo clasificarse para la Copa Mundial de la FIFA de 1994 quedando en cuarto lugar; esto significó un duro golpe llegando como Craig Brown para dirigirlos, para la Clasificación para la Eurocopa de 1996 logró clasificarse por detrás de Rusia. En el torneo quedó emparejada con Holanda, Inglaterra y Suiza, en el primer partido empató con Holanda 0-0 en el segundo perdió ante Inglaterra 2-0, ya en el último partido le ganó a Suiza por 1-0 sin embargo quedó eliminada por diferencia de goles con Holanda. Escocia logra su clasificación para el Mundial de 1998, Escocia quedó en el grupo A junto a Brasil, Noruega y Marruecos. Su primer partido era ante la poderosa Brasil, en donde tras un duro partido los escoceses cayeron por 1-2. Su segundo partido fue ante Noruega donde se empató 1-1 y su último partido fue ante Marruecos, el cual terminó en una dolorosa derrota por 0-3, siendo así su peor participación en los mundiales.

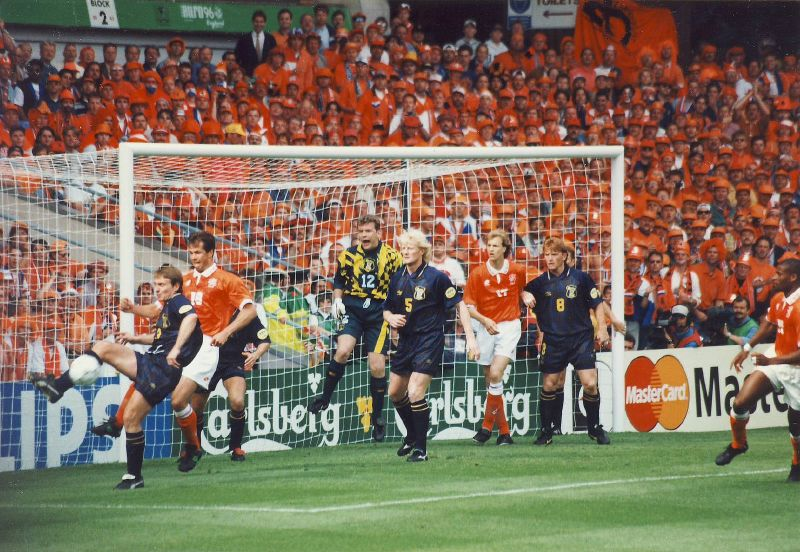
Escocia enfrentándose a la Selección de los Países Bajos en la Eurocopa 1996.

Durante la clasificación para la Eurocopa del 2000 tuvo que irse a al repechaje y su rival fue Inglaterra en el que el primer partido de visita no pudo evitar su caída 0-2, ya de local tenía que remontar; sin embargo solo se logró una victoria por 1-0 quedando como marcando global 1-2.

### Años 2000

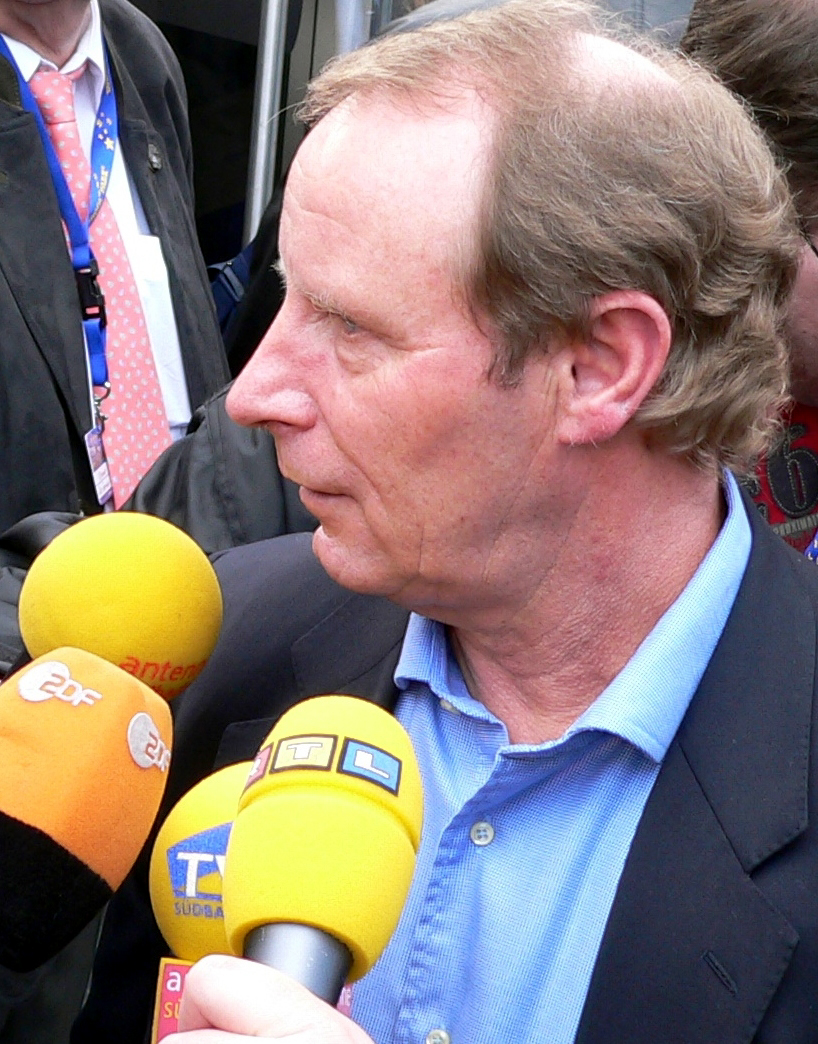
El alemán Berti Vogts es el primer técnico extranjero en dirigir a la selección de Escocia.

Escocia no logró clasificarse para la Copa Mundial de la FIFA 2002, terminando tercera en su grupo clasificatorio detrás de Croacia y Bélgica. Este fracaso llevó a Craig Brown a renunciar en el último partido de clasificación, llegando como reemplazo Berti Vogts. Con él, Escocia llegó a los play-offs de clasificación para la Eurocopa 2004.
Su rival en play-offs fue Holanda. En la ida Escocia ganó por 1-0. Sin embargo, sufrió una derrota por 6-0 en el partido de vuelta.
Los malos resultados en los partidos amistosos y un mal comienzo de la clasificación para el Mundial de 2006 provocaron que Vogts anunciara su renuncia en 2004, culpando a los medios hostiles por su partida. Su reemplazo fue Walter Smith, logrando una mejora en los resultados. Además ganó la Copa Kirin. Sin embargo no pudo clasificarse para la Copa Mundial de la FIFA 2006, terminando tercero en su grupo detrás de Italia y Noruega. Walter Smith deja el equipo nacional a inicios del 2007.
Para la Eurocopa 2008. Alex McLeish fue nombrado DT de Escocia. McLeish guio a Escocia a ganar contra Georgia, las Islas Feroe, Lituania, Francia y Ucrania, llegando a liderar su grupo. Sin embargo, las derrotas ante Georgia e Italia les dejaron eliminados por detrás de Italia y Francia.
A pesar de su destacada actuación, McLeish se fue, llegando George Burley, que fue duramente criticado por los medios luego de que el equipo perdiera su primer partido de clasificación contra Macedonia. Después de que Escocia perdiera su cuarto partido 3-0 ante los Países Bajos, el capitán Barry Ferguson y el portero Allan McGregor fueron excluidos de la alineación titular para el partido contra Islandia por causas disciplinarias. A pesar de ganar 2-1 ante Islandia, Escocia sufrió una duro golpe tras la derrota por 4-0 ante Noruega, dejando a Escocia con la necesidad de ganar sus últimos dos partidos para tener una posibilidad realista de clasificarse para los play-offs. Escocia derrotó a Macedonia por 2-0, pero fue eliminado por una derrota por 1-0 ante los Países Bajos. Una derrota 3-0 ante Gales en un partido amistoso lo llevó como punto de quiebre para ser despedido.

### 2010
Fue designado Craig Levein como entrenador, en la clasificación para la UEFA Euro 2012, Escocia se agrupó con Lituania, Liechtenstein, la República Checa y el campeón mundial España.logrando solo cuatro puntos de los primeros cuatro juegos, dejando al equipo que necesita tres victorias de sus cuatro juegos restantes para tener una posibilidad realista de progresión. Solo lograron dos victorias y un empate y fueron eliminados luego de una derrota por 3-1 ante España en su último partido. Levein deja su puesto de entrenador tras un mal inicio de la clasificación para la Copa Mundial de la FIFA 2014, al haber obtenido solo dos puntos en cuatro partidos.en su reemplazo llega Gordon Strachan sin embargo no logró mejorar los resultados llegando a ser el primer equipo de la UEFA en ser eliminado del Mundial de 2014.
En la clasificación para la UEFA Euro 2016, Escocia parecía tener más posibilidades de clasificarse ya que el torneo final se amplió de 16 equipos a 24, sin embargo el objetivo no se logró. En la clasificación para la Copa Mundial de la FIFA 2018, repite nuevamente un fracaso mundialista, tras quedar 3 en el Grupo F superados por Inglaterra y Eslovaquia.

## Resultados
Actualizado al último partido jugado el 9 de junio de 2025
| Fecha      | Ciudad     | Local         | Resultado | Visitante   | Competición                          |
| ---------- | ---------- | ------------- | --------- | ----------- | ------------------------------------ |
| 23-06-2024 | Stuttgart  | Hungría       | 1:0       | Escocia     | Eurocopa 2024                        |
| 05-09-2024 | Glasgow    | Escocia       | 2:3       | Polonia     | Liga de Naciones UEFA 24/25          |
| 08-09-2024 | Lisboa     | Portugal      | 2:1       | Escocia     | Liga de Naciones UEFA 24/25          |
| 12-10-2024 | Zagreb     | Croacia       | 2:1       | Escocia     | Liga de Naciones UEFA 24/25          |
| 15-10-2024 | Glasgow    | Escocia       | 0:0       | Portugal    | Liga de Naciones UEFA 24/25          |
| 15-11-2024 | Glasgow    | Escocia       | 1:0       | Croacia     | Liga de Naciones UEFA 24/25          |
| 18-11-2024 | Varsovia   | Polonia       | 1:2       | Escocia     | Liga de Naciones UEFA 24/25          |
| 20-03-2025 | El Pireo   | Grecia        | 0:1       | Escocia     | Play-off Liga de Naciones UEFA 24/25 |
| 23-03-2025 | Glasgow    | Escocia       | 0:3       | Grecia      | Play-off Liga de Naciones UEFA 24/25 |
| 06-06-2025 | Glasgow    | Escocia       | 1:3       | Islandia    | Partido amistoso                     |
| 09-06-2025 | Vaduz      | Liechtenstein | 0:4       | Escocia     | Partido amistoso                     |
| 05-09-2025 | Copenhague | Dinamarca     | -:-       | Escocia     | Clasificación Copa Mundial 2026      |
| 08-09-2025 | TBD        | Bielorrusia   | -:-       | Escocia     | Clasificación Copa Mundial 2026      |
| 09-10-2025 | Glasgow    | Escocia       | -:-       | Grecia      | Clasificación Copa Mundial 2026      |
| 12-10-2025 | Glasgow    | Escocia       | -:-       | Bielorrusia | Clasificación Copa Mundial 2026      |
| 15-11-2025 | Atenas     | Grecia        | -:-       | Escocia     | Clasificación Copa Mundial 2026      |
| 18-11-2025 | Glasgow    | Escocia       | -:-       | Dinamarca   | Clasificación Copa Mundial 2026      |

## Uniforme
El uniforme de Escocia consiste tradicionalmente en camisetas de color azul oscuro con pantalones blancos y medias del mismo azul oscuro, que eran los colores del Queen's Park, que fue el equipo que representó a Escocia en el primer partido internacional. La camiseta azul escocesa fue utilizada anteriormente en febrero de 1872 en un partido internacional de rugby, con informes que decían que «los escoceses eran fácilmente distingibles por sus uniformes con camisas azules... las camisetas tenían un cardo bordado». El cardo ya había sido usado anteriormente en otro partido de rugby, pero en este las poleras eran marrón. La camiseta también tiene bordada un símbolo basado en el león rampante del Estandarte Real de Escocia. Otro estilo usado por los escoceses cuenta con camiseta azul, pantalón blanco y medias rojas. De 1994 a 1996, el seleccionado usó una equipación de estilo tartán. La versión actual del escudo incluye la bandera escocesa y un fondo de cardos, que representan la flor nacional de la nación, además del león rampante.
Escocia no siempre ha jugado con sus colores azul oscuro. En algunas ocasiones, entre 1881 y 1951, usaron una camiseta amarillo pálido y rosa en honor a Archibald Primrose, quinto conde de Rosebery. El ex primer ministro fue una figura con gran influencia en el fútbol escocés, incluso llegó a ser presidente honorario de la Asociación Escocesa de Fútbol y del Heart of Midlothian. La selección usó frecuentemente estos colores durante la primera década del siglo XX, pero quedaron descontinuados hacia 1909. La camiseta volvió a ser usada brevemente durante 1949, y fue usada por última vez contra Francia en 1951. En 1900, cuando Escocia derrotó por 4-1 a su rival Inglaterra, Lord Rosebery comentó: «Nunca había visto que lucieran tan bien mis colores desde que Ladas ganó el Derby».
|  | Primera equipación | (Ver evolución) | Equipación actual |

## Estadio

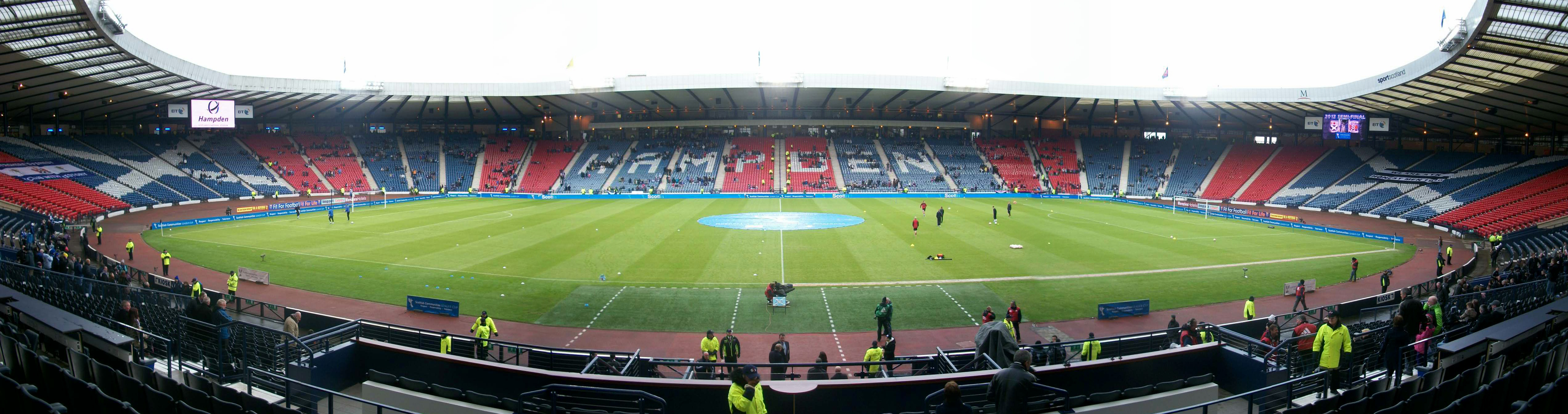
Imagen panorámica de Hampden Park.

Escocia juega sus partidos de local en el estadio Hampden Park en Glasgow, el cual también es estadio del Queen's Park, el estadio es reconocido por ser catalogado como Categoría 4 por la UEFA, por tener una capacidad de más de 52 000 aficionados y por haber albergado finales de la Liga de Campeones de la UEFA, de la Copa de la UEFA y partidos de los Juegos Olímpicos de Londres 2012. Este estadio es sede de casi todos los partidos de la selección escocesa de local.
También hay otros estadios donde juega Escocia partidos amistosos o de menor importancia como en el Pittodrie Stadium, el Celtic Park, el Ibrox Stadium y el Tynecastle Stadium. En el Celtic Park, Escocia jugó todos sus partidos durante la mayor parte de los años 90 mientras hacían remodelaciones en el Hampden Park. La reconstrucción del Hampden se completó en 1999. Escocia ha jugado todos menos uno de sus partidos de competición allí. La excepción a esta regla fue cuando el Celtic Park fue sede del primer partido de clasificación Eurocopa 2008 ante las Islas Feroe. Celtic Park se utilizó porque los partidos se decidieron por azar y el Hampden ya había sido reservado para un concierto de Robbie Williams para la misma fecha.
También será sede de disciplinas atléticas de los Juegos de la Mancomunidad de 2014 que serán celebrados en Glasgow.

## Rivalidades

### Principales historiales
- Actualizado al 19 de febrero de 2024 (Datos según FIFA).[30]

| Equipo     | Partidos Ganados | Partidos Empatados | Goles a favor | Último partido           |
| ---------- | ---------------- | ------------------ | ------------- | ------------------------ |
| Escocia    | 41               | 26                 | 175           | 12 de septiembre de 2023 |
| Inglaterra | 49               | 26                 | 206           | 12 de septiembre de 2023 |

| Equipo  | Partidos Ganados | Partidos Empatados | Goles a favor | Último partido      |
| ------- | ---------------- | ------------------ | ------------- | ------------------- |
| Escocia | 61               | 23                 | 243           | 22 de marzo de 2013 |
| Gales   | 23               | 23                 | 124           | 22 de marzo de 2013 |

## Resultados en torneos internacionales

### Copa Mundial de Fútbol
| Copa Mundial de Fútbol |                   |                   |                   |                   |                   |                   |                   |                   |
| Año                    | Ronda             | Posición          | PJ                | PG                | PE                | PP                | GF                | GC                |
| 1930                   | Sin participación | Sin participación | Sin participación | Sin participación | Sin participación | Sin participación | Sin participación | Sin participación |
| 1934                   | Sin participación | Sin participación | Sin participación | Sin participación | Sin participación | Sin participación | Sin participación | Sin participación |
| 1938                   | Sin participación | Sin participación | Sin participación | Sin participación | Sin participación | Sin participación | Sin participación | Sin participación |
| 1950                   | Se retiró         | Se retiró         | Se retiró         | Se retiró         | Se retiró         | Se retiró         | Se retiró         | Se retiró         |
| 1954                   | Fase de grupos    | 15.º              | 2                 | 0                 | 0                 | 2                 | 0                 | 8                 |
| 1958                   | Fase de grupos    | 14.º              | 3                 | 0                 | 1                 | 2                 | 4                 | 6                 |
| 1962                   | No clasificó      | No clasificó      | No clasificó      | No clasificó      | No clasificó      | No clasificó      | No clasificó      | No clasificó      |
| 1966                   | No clasificó      | No clasificó      | No clasificó      | No clasificó      | No clasificó      | No clasificó      | No clasificó      | No clasificó      |
| 1970                   | No clasificó      | No clasificó      | No clasificó      | No clasificó      | No clasificó      | No clasificó      | No clasificó      | No clasificó      |
| 1974                   | Primera ronda     | 9.º               | 3                 | 1                 | 2                 | 0                 | 3                 | 1                 |
| 1978                   | Primera ronda     | 11.º              | 3                 | 1                 | 1                 | 1                 | 5                 | 6                 |
| 1982                   | Primera ronda     | 15.º              | 3                 | 1                 | 1                 | 1                 | 8                 | 8                 |
| 1986                   | Fase de grupos    | 19.º              | 3                 | 0                 | 1                 | 2                 | 1                 | 3                 |
| 1990                   | Fase de grupos    | 18.º              | 3                 | 1                 | 0                 | 2                 | 2                 | 3                 |
| 1994                   | No clasificó      | No clasificó      | No clasificó      | No clasificó      | No clasificó      | No clasificó      | No clasificó      | No clasificó      |
| 1998                   | Fase de grupos    | 27.º              | 3                 | 0                 | 1                 | 2                 | 2                 | 6                 |
| 2002                   | No clasificó      | No clasificó      | No clasificó      | No clasificó      | No clasificó      | No clasificó      | No clasificó      | No clasificó      |
| 2006                   | No clasificó      | No clasificó      | No clasificó      | No clasificó      | No clasificó      | No clasificó      | No clasificó      | No clasificó      |
| 2010                   | No clasificó      | No clasificó      | No clasificó      | No clasificó      | No clasificó      | No clasificó      | No clasificó      | No clasificó      |
| 2014                   | No clasificó      | No clasificó      | No clasificó      | No clasificó      | No clasificó      | No clasificó      | No clasificó      | No clasificó      |
| 2018                   | No clasificó      | No clasificó      | No clasificó      | No clasificó      | No clasificó      | No clasificó      | No clasificó      | No clasificó      |
| 2022                   | No clasificó      | No clasificó      | No clasificó      | No clasificó      | No clasificó      | No clasificó      | No clasificó      | No clasificó      |
| 2026                   | Por disputarse    | Por disputarse    | Por disputarse    | Por disputarse    | Por disputarse    | Por disputarse    | Por disputarse    | Por disputarse    |
| Total                  | 8/22              | 30.º              | 23                | 4                 | 7                 | 12                | 25                | 41                |

| Clasificación a la Copa Mundial de Fútbol |                   |                   |                   |                   |                   |                   |                   |                   |
| Año                                       | Resultado         | Posición          | PJ                | PG                | PE                | PP                | GF                | GC                |
| 1930                                      | No hubo           | No hubo           | No hubo           | No hubo           | No hubo           | No hubo           | No hubo           | No hubo           |
| 1934                                      | Sin participación | Sin participación | Sin participación | Sin participación | Sin participación | Sin participación | Sin participación | Sin participación |
| 1938                                      | Sin participación | Sin participación | Sin participación | Sin participación | Sin participación | Sin participación | Sin participación | Sin participación |
| 1950                                      | Clasificó         | 2.º               | 3                 | 2                 | 0                 | 1                 | 10                | 3                 |
| 1954                                      | Clasificó         | 2.º               | 3                 | 1                 | 1                 | 1                 | 8                 | 8                 |
| 1958                                      | Clasificó         | 1.º               | 4                 | 3                 | 0                 | 1                 | 10                | 9                 |
| 1962                                      | No clasificó      | 2.º               | 4                 | 3                 | 0                 | 1                 | 10                | 7                 |
| 1966                                      | No clasificó      | 2.º               | 6                 | 3                 | 1                 | 2                 | 8                 | 8                 |
| 1970                                      | No clasificó      | 2.º               | 6                 | 3                 | 1                 | 2                 | 18                | 7                 |
| 1974                                      | Clasificó         | 1.º               | 4                 | 3                 | 0                 | 1                 | 8                 | 3                 |
| 1978                                      | Clasificó         | 1.º               | 4                 | 3                 | 0                 | 1                 | 6                 | 3                 |
| 1982                                      | Clasificó         | 1.º               | 8                 | 4                 | 3                 | 1                 | 9                 | 5                 |
| 1986                                      | Clasificó         | 2.º               | 8                 | 4                 | 2                 | 2                 | 10                | 4                 |
| 1990                                      | Clasificó         | 2.º               | 8                 | 4                 | 2                 | 2                 | 12                | 12                |
| 1994                                      | No clasificó      | 4.º               | 10                | 4                 | 3                 | 3                 | 14                | 13                |
| 1998                                      | Clasificó         | 2.º               | 10                | 7                 | 2                 | 1                 | 15                | 3                 |
| 2002                                      | No clasificó      | 3.º               | 8                 | 4                 | 3                 | 1                 | 12                | 6                 |
| 2006                                      | No clasificó      | 3.º               | 10                | 3                 | 4                 | 3                 | 9                 | 7                 |
| 2010                                      | No clasificó      | 3.º               | 8                 | 3                 | 1                 | 4                 | 6                 | 11                |
| 2014                                      | No clasificó      | 4.º               | 10                | 3                 | 2                 | 5                 | 8                 | 12                |
| 2018                                      | No clasificó      | 3.º               | 10                | 5                 | 3                 | 2                 | 17                | 12                |
| 2022                                      | No clasificó      | 2.º               | 10                | 7                 | 2                 | 1                 | 17                | 7                 |
| 2026                                      | Por disputarse    | Por disputarse    | Por disputarse    | Por disputarse    | Por disputarse    | Por disputarse    | Por disputarse    | Por disputarse    |
| Total                                     | 19/22             | –                 | 134               | 69                | 30                | 35                | 207               | 140               |

### Eurocopa
| Eurocopa |                   |                   |                   |                   |                   |                   |                   |                   |
| Año      | Ronda             | Posición          | PJ                | PG                | PE                | PP                | GF                | GC                |
| 1960     | Sin participación | Sin participación | Sin participación | Sin participación | Sin participación | Sin participación | Sin participación | Sin participación |
| 1964     | Sin participación | Sin participación | Sin participación | Sin participación | Sin participación | Sin participación | Sin participación | Sin participación |
| 1968     | No clasificó      | No clasificó      | No clasificó      | No clasificó      | No clasificó      | No clasificó      | No clasificó      | No clasificó      |
| 1972     | No clasificó      | No clasificó      | No clasificó      | No clasificó      | No clasificó      | No clasificó      | No clasificó      | No clasificó      |
| 1976     | No clasificó      | No clasificó      | No clasificó      | No clasificó      | No clasificó      | No clasificó      | No clasificó      | No clasificó      |
| 1980     | No clasificó      | No clasificó      | No clasificó      | No clasificó      | No clasificó      | No clasificó      | No clasificó      | No clasificó      |
| 1984     | No clasificó      | No clasificó      | No clasificó      | No clasificó      | No clasificó      | No clasificó      | No clasificó      | No clasificó      |
| 1988     | No clasificó      | No clasificó      | No clasificó      | No clasificó      | No clasificó      | No clasificó      | No clasificó      | No clasificó      |
| 1992     | Primera ronda     | 5.º               | 3                 | 1                 | 0                 | 2                 | 3                 | 3                 |
| 1996     | Primera ronda     | 12.º              | 3                 | 1                 | 1                 | 1                 | 1                 | 2                 |
| 2000     | No clasificó      | No clasificó      | No clasificó      | No clasificó      | No clasificó      | No clasificó      | No clasificó      | No clasificó      |
| 2004     | No clasificó      | No clasificó      | No clasificó      | No clasificó      | No clasificó      | No clasificó      | No clasificó      | No clasificó      |
| 2008     | No clasificó      | No clasificó      | No clasificó      | No clasificó      | No clasificó      | No clasificó      | No clasificó      | No clasificó      |
| 2012     | No clasificó      | No clasificó      | No clasificó      | No clasificó      | No clasificó      | No clasificó      | No clasificó      | No clasificó      |
| 2016     | No clasificó      | No clasificó      | No clasificó      | No clasificó      | No clasificó      | No clasificó      | No clasificó      | No clasificó      |
| 2020     | Primera ronda     | 22.º              | 3                 | 0                 | 1                 | 2                 | 1                 | 5                 |
| 2024     | Primera ronda     | 24.º              | 3                 | 0                 | 1                 | 2                 | 2                 | 7                 |
| 2028     | Por disputarse    | Por disputarse    | Por disputarse    | Por disputarse    | Por disputarse    | Por disputarse    | Por disputarse    | Por disputarse    |
| 2032     | Por disputarse    | Por disputarse    | Por disputarse    | Por disputarse    | Por disputarse    | Por disputarse    | Por disputarse    | Por disputarse    |
| Total    | 4/17              | 25.º              | 12                | 2                 | 3                 | 7                 | 7                 | 17                |

| Clasificación a la Eurocopa |                   |                   |                   |                   |                   |                   |                   |                   |
| Año                         | Resultado         | Posición          | PJ                | PG                | PE                | PP                | GF                | GC                |
| 1960                        | Sin participación | Sin participación | Sin participación | Sin participación | Sin participación | Sin participación | Sin participación | Sin participación |
| 1964                        | Sin participación | Sin participación | Sin participación | Sin participación | Sin participación | Sin participación | Sin participación | Sin participación |
| 1968                        | No clasificó      | 2.º               | 6                 | 3                 | 2                 | 1                 | 10                | 8                 |
| 1972                        | No clasificó      | 3.º               | 6                 | 3                 | 0                 | 3                 | 4                 | 7                 |
| 1976                        | No clasificó      | 3.º               | 6                 | 2                 | 3                 | 1                 | 8                 | 6                 |
| 1980                        | No clasificó      | 4.º               | 8                 | 3                 | 1                 | 4                 | 15                | 13                |
| 1984                        | No clasificó      | 4.º               | 6                 | 1                 | 2                 | 3                 | 7                 | 10                |
| 1988                        | No clasificó      | 4.º               | 8                 | 3                 | 3                 | 2                 | 7                 | 5                 |
| 1992                        | Clasificó         | 1.º               | 8                 | 4                 | 3                 | 1                 | 14                | 7                 |
| 1996                        | Clasificó         | 2.º               | 10                | 7                 | 2                 | 1                 | 19                | 3                 |
| 2000                        | No clasificó      | 2.º               | 12                | 6                 | 3                 | 3                 | 16                | 12                |
| 2004                        | No clasificó      | 2.º               | 10                | 5                 | 2                 | 3                 | 13                | 14                |
| 2008                        | No clasificó      | 3.º               | 12                | 8                 | 0                 | 4                 | 21                | 12                |
| 2012                        | No clasificó      | 3.º               | 8                 | 3                 | 2                 | 3                 | 9                 | 10                |
| 2016                        | No clasificó      | 4.º               | 10                | 4                 | 3                 | 3                 | 22                | 12                |
| 2020                        | Clasificó         | 3.º               | 12                | 5                 | 2                 | 5                 | 17                | 20                |
| 2024                        | Clasificó         | 2.º               | 8                 | 5                 | 2                 | 1                 | 17                | 8                 |
| Total                       | 15/17             | –                 | 130               | 62                | 30                | 38                | 199               | 147               |

### Liga de las Naciones de la UEFA
| 2018-19 | 2019  | En Liga C | En Liga C | En Liga C | En Liga C | En Liga C | En Liga C | En Liga C | En Liga C | En Liga C | En Liga C | En Liga C          | En Liga C    | En Liga C      | En Liga C    | En Liga C | En Liga C | En Liga C | En Liga C | En Liga C | En Liga C | En Liga C | Entró        | Ascenso      | 25.º         | 4         | 3         | 0         | 1         | 10        | 4         | +6        |
| 2020-21 | 2021  | En Liga B | En Liga B | En Liga B | En Liga B | En Liga B | En Liga B | En Liga B | En Liga B | En Liga B | En Liga B | En Liga B          |              | Fase de grupos | 23.º         | 6         | 3         | 1         | 2         | 5         | 4         | +1        | En Liga B    | En Liga B    | En Liga B    | En Liga B | En Liga B | En Liga B | En Liga B | En Liga B | En Liga B | En Liga B |
| 2022-23 | 2023  | En Liga B | En Liga B | En Liga B | En Liga B | En Liga B | En Liga B | En Liga B | En Liga B | En Liga B | En Liga B | En Liga B          | Entró        | Ascenso        | 18.º         | 6         | 4         | 1         | 1         | 11        | 5         | +6        | En Liga B    | En Liga B    | En Liga B    | En Liga B | En Liga B | En Liga B | En Liga B | En Liga B | En Liga B | En Liga B |
| 2024-25 | 2025  | Salió     | Descenso  | 9.º       | 8         | 3         | 1         | 4         | 8         | 11        | -3        | Scott McTominay: 3 | En Liga A    | En Liga A      | En Liga A    | En Liga A | En Liga A | En Liga A | En Liga A | En Liga A | En Liga A | En Liga A | En Liga A    | En Liga A    | En Liga A    | En Liga A | En Liga A | En Liga A | En Liga A | En Liga A | En Liga A | En Liga A |
| Total   | Total | Total     | 1/4       | 9.º       | 8         | 3         | 1         | 4         | 8         | 11        | -3        | Scott McTominay: 3 | Total Liga B | Total Liga B   | Total Liga B | 12        | 7         | 2         | 3         | 16        | 9         | +7        | Total Liga C | Total Liga C | Total Liga C | 4         | 3         | 0         | 1         | 10        | 4         | +6        |

## Jugadores

### Jugadores destacados
La Asociación Escocesa de Fútbol cuenta con un Salón de la Fama para todos los futbolistas que han jugado más de cincuenta partidos con su selección. Hasta marzo de 2017, este incluía a treinta jugadores, con Scott Brown como su miembro más reciente. La exigencia de haber jugado cincuenta encuentros para entrar al cuadro de honor hace que algunos de los más destacados futbolistas escoceses como Jim Baxter, Hughie Gallacher, John Greig, Jimmy Johnstone, Billy McNeill, Bobby Murdoch y Lawrie Reilly no estén incluidos en la lista.
El Museo del Fútbol Escocés tiene un Salón de la Fama que está abierto a jugadores y a directores técnicos involucrados con el fútbol de ese país. Esto significa que los miembros no necesariamente son de nacionalidad escocesa. Por ejemplo, entre los homenajeados están Brian Laudrup y Henrik Larsson. En la ceremonia más reciente Willie Maley, David Meiklejohn, Jimmy Delaney, Alan Gilzean, Bertie Auld, Mo Johnston, Paul Lambert y Steve Archibald fueron incluidos en el cuadro de honor. Sportscotland también tiene un Salón de la Fama relacionado al deporte, que cuenta con varios futbolistas.

### Última convocatoria
Los siguientes jugadores fueron convocados para disputar los partidos contra Grecia correspondientes a la eliminatoria de permanencia en la División A de la Liga de Naciones 2024-25.
| No. | Pos. | Jugador          | Fecha de nacimiento (edad)         | Apa. | Goles | Club                      |
| --- | ---- | ---------------- | ---------------------------------- | ---- | ----- | ------------------------- |
| 1   | POR  | Craig Gordon     | 31 de diciembre de 1982 (42 años)  | 81   | 0     | Heart of Midlothian F. C. |
| 12  | POR  | Liam Kelly       | 23 de enero de 1996 (29 años)      | 1    | 0     | Rangers F. C.             |
| 21  | POR  | Cieran Slicker   | 15 de septiembre de 2002 (22 años) | 0    | 0     | Ipswich Town F. C.        |
|     |      |                  |                                    |      |       |                           |
| 2   | DEF  | Anthony Ralston  | 16 de noviembre de 1998 (26 años)  | 20   | 1     | Celtic F. C.              |
| 3   | DEF  | Andrew Robertson | 11 de marzo de 1994 (31 años)      | 82   | 4     | Liverpool F. C.           |
| 5   | DEF  | Grant Hanley     | 20 de noviembre de 1991 (33 años)  | 61   | 2     | Birmingham City F. C.     |
| 6   | DEF  | Kieran Tierney   | 5 de junio de 1997 (28 años)       | 49   | 1     | Arsenal F. C.             |
| 13  | DEF  | Jack Hendry      | 7 de mayo de 1995 (30 años)        | 34   | 3     | Al-Ettifaq Club           |
| 15  | DEF  | John Souttar     | 25 de septiembre de 1996 (28 años) | 15   | 1     | Rangers F. C.             |
| 16  | DEF  | Scott McKenna    | 12 de noviembre de 1996 (28 años)  | 40   | 1     | U. D. Las Palmas          |
| 22  | DEF  | Max Johnston     | 26 de diciembre de 2003 (21 años)  | 1    | 0     | Sturm Graz                |
|     | DEF  | Ryan Porteous    | 25 de marzo de 1999 (26 años)      | 13   | 1     | Preston North End F. C.   |
|     |      |                  |                                    |      |       |                           |
| 4   | MED  | Scott McTominay  | 8 de diciembre de 1996 (28 años)   | 60   | 12    | S. S. C. Napoli           |
| 7   | MED  | John McGinn      | 18 de octubre de 1994 (30 años)    | 75   | 20    | Aston Villa F. C.         |
| 8   | MED  | Billy Gilmour    | 11 de junio de 2001 (24 años)      | 38   | 2     | S. S. C. Napoli           |
| 11  | MED  | Ryan Christie    | 22 de febrero de 1995 (30 años)    | 59   | 7     | A. F. C. Bournemouth      |
| 19  | MED  | Lewis Ferguson   | 24 de agosto de 1999 (25 años)     | 14   | 0     | Bologna F. C.             |
| 20  | MED  | Lennon Miller    | 25 de agosto de 2006 (18 años)     | 0    | 0     | Motherwell F. C.          |
| 23  | MED  | Kenny McLean     | 8 de enero de 1992 (33 años)       | 50   | 2     | Norwich City F. C.        |
|     |      |                  |                                    |      |       |                           |
| 9   | DEL  | Tommy Conway     | 6 de agosto de 2002 (22 años)      | 4    | 0     | Middlesbrough F. C.       |
| 10  | DEL  | Ché Adams        | 13 de julio de 1996 (28 años)      | 37   | 6     | Torino F. C.              |
| 14  | DEL  | James Wilson     | 6 de marzo de 2007 (18 años)       | 1    | 0     | Heart of Midlothian F. C. |
| 17  | DEL  | Kevin Nisbet     | 8 de marzo de 1997 (28 años)       | 11   | 1     | Aberdenn F. C.            |
| 18  | DEL  | George Hirst     | 15 de febrero de 1999 (26 años)    | 2    | 0     | Ipswich Town F. C.        |

### Jugadores con más participaciones

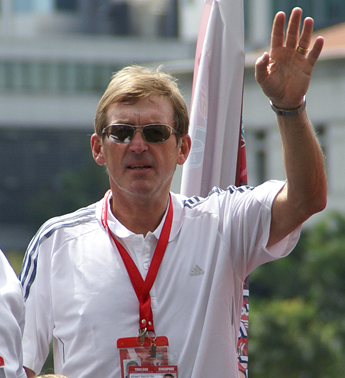
Kenny Dalglish es el jugador escocés con más participaciones en la selección

Kenny Dalglish es el futbolista con más partidos con Escocia tras jugar ciento dos entre 1971 y 1986, lo que lo hace el único futbolista de su nacionalidad que ha disputado más de cien encuentros. Jim Leighton es el segundo en lo que respecta a apariciones con noventa y uno, con lo que se convierte en el portero con más partidos con su selección. Tras ellos está el exjugador del Manchester United, Darren Fletcher, con ochenta partidos.
Los diez jugadores con más participaciones con la selección escocesa son:
Actualizado el 12 de junio de 2024
| #  | Futbolista       | Periodo     | Presencias | Goles |
| -- | ---------------- | ----------- | ---------- | ----- |
| 1  | Kenny Dalglish   | 1971-1986   | 102        | 30    |
| 2  | Jim Leighton     | 1982-1998   | 91         | 0     |
| 3  | Darren Fletcher  | 2003-2019   | 80         | 5     |
| 4  | Alex McLeish     | 1980-1993   | 77         | 0     |
| 5  | Paul McStay      | 1983-1997   | 76         | 9     |
| 6  | Craig Gordon     | 2004-2023   | 75         | 0     |
| 7  | Tom Boyd         | 1990-2001   | 72         | 1     |
| 8  | Andrew Robertson | 2014-actual | 71         | 3     |
| 9  | Kenny Miller     | 2001-2013   | 69         | 18    |
| 10 | David Weir       | 1997-2012   | 69         | 1     |

### Máximos goleadores

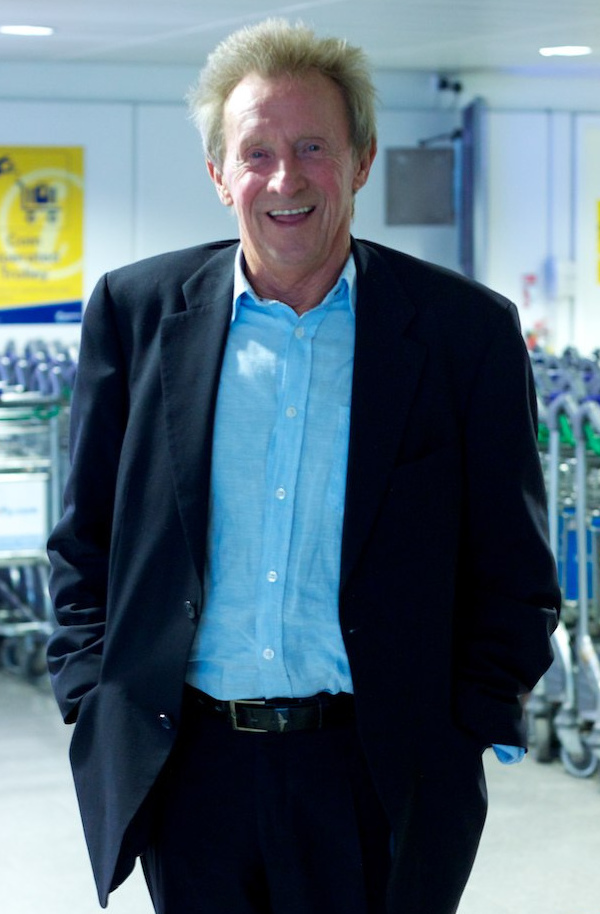
Denis Law es el jugador escocés con más goles (junto a Kenny Dalglish) en la selección.

El título de máximo goleador de Escocia es compartido por dos jugadores. Denis Law marcó treinta goles en cincuenta y cinco partidos durante el período 1958-1974, mientras que Kenny Dalglish anotó la misma cantidad de veces en ciento dos partidos. Hughie Gallacher es el goleador más prolífico de su selección tras convertir veintitrés veces en veinte partidos, lo que le da un promedio de 1,15 goles por encuentro.
Los diez jugadores con más goles con la selección escocesa son:
Actualizado el 12 de junio de 2024
| #  | Futbolista       | Periodo   | Goles | Presencias |
| -- | ---------------- | --------- | ----- | ---------- |
| 1  | Denis Law        | 1956-1974 | 30    | 55         |
| 1  | Kenny Dalglish   | 1967-1991 | 30    | 102        |
| 3  | Hughie Gallacher | 1921-1939 | 24    | 20         |
| 4  | Lawrie Reilly    | 1946-1958 | 22    | 38         |
| 5  | Ally McCoist     | 1986-1998 | 19    | 61         |
| 6  | John McGinn      | 2016-Act. | 18    | 66         |
| 7  | Kenny Miller     | 2001-2013 | 18    | 69         |
| 8  | Robert Hamilton  | 1899-1911 | 15    | 11         |
| 8  | James McFadden   | 2002-2010 | 15    | 48         |
| 10 | Mo Johnston      | 1984-1991 | 14    | 38         |

## Entrenadores

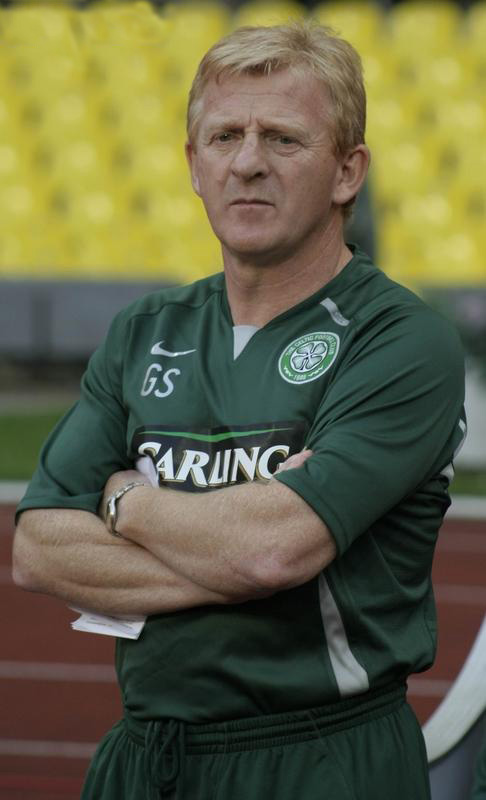
Gordon Strachan entrenador entre 2013 y 2017

Desde 1872 a 1953, y de 1954 a 1957, un comité de selección dirigió a Escocia. Andy Beattie entrenó al seleccionado durante seis encuentros mientras esta competía en su primera Copa Mundial. Tras acabar el torneo, el comité volvió a sus funciones hasta 1958, año en que nombraron a Matt Busby entrenador. En un principio, Busby no fue capaz de asumir funciones debido a que quedó gravemente herido en el desastre aéreo de Múnich.
Estadísticamente, el entrenador más exitoso junto a Escocia es Alex McLeish, que ganó siete de los diez partidos que dirigió. Sin tomar en cuenta a los directores técnicos que estuvieron en el cargo menos de diez partidos, el seleccionador menos exitoso es George Burley, que solo logró tres victorias en catorce encuentros.
| - Comité de selección (1872–1953) - Andy Beattie (1954) - Comité de selección (1954–1957) - Dawson Walker (1958) - Matt Busby (1958) - Andy Beattie (1959–1960) - Ian McColl (1960–1965) - Jock Stein (1965–1966) - John Prentice (1966) - Malky MacDonald (1966–1967) | - Bobby Brown (1967–1971) - Tommy Docherty (1971–1972) - Willie Ormond (1973–1977) - Ally MacLeod (1977–1978) - Jock Stein (1978–1985) - Alex Ferguson (1985–1986) - Andy Roxburgh (1986–1993) - Craig Brown (1993–2002) - Berti Vogts (2002–2004) - Tommy Burns (2004) | - Walter Smith (2004–2007) - Alex McLeish (2007) - George Burley (2008–2009) - Craig Levein (2009–2012) - Billy Stark (2012) - Gordon Strachan (2013–2017) - Malky Mackay (2017) - Alex McLeish (2018–2019) - Steve Clarke (2019-presente) |

## Récords
- Mayor goleada a favor:
  - 11-0 a Irlanda, en la British Home Championship de 1901.[36]
- Mayor goleada en contra:
  - 0-7 con Uruguay, en la Copa Mundial de Fútbol de 1954.[37]
- El clásico entre Escocia e Inglaterra es el más antiguo del mundo.
- El partido disputado entre Escocia y Inglaterra en el marco del British Home Championship de 1937 rompió el anterior récord mundial de asistencia. En el Hampden Park se registró oficialmente un público de 149 415 personas, aunque la cifra real de espectadores es desconocida debido a la gran cantidad de personas que ingresaron al estadio sin autorización. Este récord mundial fue batido trece años más tarde en la final de la Copa Mundial de Fútbol de 1950,[38] aunque aún se mantiene como el mejor registro de asistencia en Europa.[39]

## Posición y puntuación en la Clasificación FIFA
| Año                     | Enero                            | Febrero                          | Marzo                            | Abril                            | Mayo                             | Junio                            | Julio                            | Agosto     | Septiembre | Octubre     | Noviembre   | Diciembre  |
| ----------------------- | -------------------------------- | -------------------------------- | -------------------------------- | -------------------------------- | -------------------------------- | -------------------------------- | -------------------------------- | ---------- | ---------- | ----------- | ----------- | ---------- |
| 1993                    | No existía la Clasificación FIFA | No existía la Clasificación FIFA | No existía la Clasificación FIFA | No existía la Clasificación FIFA | No existía la Clasificación FIFA | No existía la Clasificación FIFA | No existía la Clasificación FIFA | 30.ª (43)  | 28.ª (41)  | 29.ª (43)   | 25.ª (43)   | 24.ª (45)  |
| 1994                    | 24.ª (45)                        | 25.ª (45)                        | 30.ª (44)                        | 31.ª (42)                        | 26.ª (41)                        | 33.ª (44)                        | 33.ª (40)                        | 33.ª (40)  | 32.ª (40)  | 28.ª (41)   | 30.ª (43)   | 32.ª (43)  |
| 1995                    | 32.ª (43)                        | 30.ª (43)                        | 30.ª (43)                        | 30.ª (42)                        | 31.ª (43)                        | 21.ª (43)                        | 25.ª (47)                        | 23.ª (47)  | 31.ª (48)  | 26.ª (41)   | 25.ª (46)   | 26.ª (46)  |
| 1996                    | 26.ª (47)                        | 29.ª (47)                        | 29.ª (47)                        | 27.ª (47)                        | 31.ª (48)                        | 31.ª (48)                        | 30.ª (45)                        | 36.ª (45)  | 39.ª (44)  | 29.ª (44)   | 29.ª (47)   | 29.ª (48)  |
| 1997                    | 29.ª (48)                        | 27.ª (48)                        | 27.ª (48)                        | 24.ª (48)                        | 29.ª (51)                        | 22.ª (51)                        | 24.ª (53)                        | 26.ª (52)  | 27.ª (52)  | 25.ª (54)   | 36.ª (54)   | 37.ª (52)  |
| 1998                    | 37.ª (52)                        | 37.ª (52)                        | 37.ª (52)                        | 44.ª (52)                        | 41.ª (47)                        | 41.ª (47)                        | 36.ª (48)                        | 36.ª (48)  | 39.ª (48)  | 37.ª (47)   | 36.ª (49)   | 38.ª (49)  |
| 1999                    | 26.ª (49)                        | 26.ª (602)                       | 26.ª (599)                       | 28.ª (595)                       | 21.ª (592)                       | 27.ª (603)                       | 31.ª (601)                       | 32.ª (592) | 28.ª (588) | 20.ª (606)  | 23.ª (630)  | 20.ª (617) |
| 2000                    | 20.ª (639)                       | 20.ª (638)                       | 22.ª (636)                       | 21.ª (634)                       | 24.ª (631)                       | 22.ª (622)                       | 21.ª (629)                       | 23.ª (629) | 22.ª (625) | 25.ª (631)  | 20.ª (619)  | 25.ª (637) |
| 2001                    | 25.ª (613)                       | 25.ª (612)                       | 28.ª (610)                       | 24.ª (606)                       | 24.ª (627)                       | 32.ª (624)                       | 37.ª (611)                       | 39.ª (606) | 49.ª (602) | 47.ª (586)  | 49.ª (589)  | 50.ª (584) |
| 2002                    | 50.ª (577)                       | 51.ª (577)                       | 51.ª (575)                       | 53.ª (570)                       | 55.ª (564)                       | 55.ª (564)                       | 56.ª (557)                       | 61.ª (541) | 63.ª (525) | 55.ª (518)  | 57.ª (544)  | 59.ª (538) |
| 2003                    | 60.ª (528)                       | 61.ª (528)                       | 64.ª (525)                       | 59.ª (520)                       | 64.ª (530)                       | 59.ª (524)                       | 60.ª (538)                       | 59.ª (533) | 53.ª (537) | 58.ª (545)  | 50.ª (536)  | 54.ª (556) |
| 2004                    | 51.ª (552)                       | 53.ª (552)                       | 56.ª (553)                       | 61.ª (548)                       | 63.ª (540)                       | 55.ª (534)                       | 59.ª (547)                       | 62.ª (545) | 67.ª (542) | 68.ª (535)  | 77.ª (540)  | 86.ª (532) |
| 2005                    | 86.ª (515)                       | 87.ª (515)                       | 88.ª (513)                       | 86.ª (509)                       | 86.ª (509)                       | 83.ª (506)                       | 85.ª (511)                       | 86.ª (507) | 74.ª (504) | 62.ª (542)  | 61.ª (570)  | 60.ª (572) |
| 2006                    | 60.ª (572)                       | 61.ª (572)                       | 62.ª (571)                       | 62.ª (567)                       | 59.ª (564)                       | 59.ª (564)                       | 41.ª (576)                       | 40.ª (677) | 34.ª (677) | 25.ª (746)  | 24.ª (810)  | 25.ª (847) |
| 2007                    | 26.ª (847)                       | 20.ª (847)                       | 16.ª (854)                       | 19.ª (911)                       | 14.ª (885)                       | 23.ª (953)                       | 22.ª (895)                       | 23.ª (895) | 14.ª (913) | 13.ª (1025) | 14.ª (1049) | 14.ª (990) |
| 2008                    | 14.ª (990)                       | 14.ª (990)                       | 14.ª (990)                       | 15.ª (1020)                      | 15.ª (1004)                      | 17.ª (1007)                      | 16.ª (978)                       | 16.ª (988) | 16.ª (988) | 26.ª (976)  | 33.ª (820)  | 33.ª (761) |
| 2009                    | 33.ª (739)                       | 32.ª (739)                       | 28.ª (739)                       | 24.ª (755)                       | 24.ª (815)                       | 22.ª (815)                       | 24.ª (840)                       | 24.ª (837) | 30.ª (837) | 46.ª (804)  | 46.ª (687)  | 46.ª (665) |
| 2010                    | 46.ª (665)                       | 46.ª (665)                       | 45.ª (665)                       | 44.ª (732)                       | 43.ª (684)                       | 43.ª (684)                       | 41.ª (699)                       | 41.ª (699) | 47.ª (699) | 57.ª (617)  | 54.ª (525)  | 52.ª (537) |
| 2011                    | 52.ª (542)                       | 53.ª (542)                       | 50.ª (542)                       | 66.ª (551)                       | 66.ª (517)                       | 61.ª (517)                       | 61.ª (513)                       | 55.ª (554) | 52.ª (572) | 51.ª (581)  | 49.ª (599)  | 47.ª (599) |
| 2012                    | 48.ª (599)                       | 48.ª (602)                       | 51.ª (574)                       | 48.ª (596)                       | 48.ª (596)                       | 41.ª (611)                       | 49.ª (611)                       | 46.ª (611) | 47.ª (610) | 56.ª (556)  | 70.ª (488)  | 72.ª (490) |
| 2013                    | 69.ª (490)                       | 64.ª (511)                       | 66.ª (501)                       | 77.ª (459)                       | 78.ª (459)                       | 74.ª (481)                       | 50.ª (610)                       | 50.ª (610) | 63.ª (551) | 35.ª (715)  | 33.ª (717)  | 34.ª (717) |
| 2014                    | 37.ª (717)                       | 34.ª (742)                       | 37.ª (721)                       | 22.ª (825)                       | 22.ª (825)                       | 27.ª (786)                       | 27.ª (734)                       | 28.ª (738) | 29.ª (714) | 37.ª (674)  | 36.ª (729)  | 36.ª (729) |
| 2015                    | 36.ª (729)                       | 38.ª (738)                       | 39.ª (727)                       | 29.ª (796)                       | 30.ª (796)                       | 28.ª (818)                       | 29.ª (774)                       | 32.ª (774) | 31.ª (789) | 40.ª (702)  | 44.ª (649)  | 52.ª (609) |
| 2016                    | 52.ª (609)                       | 46.ª (609)                       | 45.ª (617)                       | 40.ª (687)                       | 40.ª (687)                       | 43.ª (659)                       | 50.ª (584)                       | 51.ª (584) | 44.ª (652) | 57.ª (569)  | 67.ª (524)  | 67.ª (524) |
| 2017                    | 67.ª (524)                       | 67.ª (527)                       | 67.ª (524)                       | 59.ª (589)                       | 59.ª (589)                       | 61.ª (603)                       |                                  |            |            |             |             |            |
| Posición promedio: 40.ª |                                  |                                  |                                  |                                  |                                  |                                  |                                  |            |            |             |             |            |

Fuente: Ficha de Escocia en FIFA Archivado el 11 de abril de 2017 en Wayback Machine.; Estadísticas FIFA Archivado el 8 de junio de 2012 en Wayback Machine..

## Palmarés
Escocia a lo largo de su historia nunca logró coronarse campeón de ningún título organizado por FIFA o UEFA. Sin embargo fue campeón de varios torneos de carácter amistosos organizados entre selecciones o federaciones que se detallan a continuación.

### Torneos del Reino Unido
- British Home Championship (41): 
  - sin compartir (24): 1884, 1885, 1887, 1889, 1894, 1896, 1897, 1900, 1902, 1910, 1921, 1922, 1923, 1925, 1926, 1929, 1936, 1949, 1951, 1962, 1963, 1967, 1976 y 1977.
  - compartido (17): 1886, 1890, 1903, 1906, 1908, 1912, 1927, 1931, 1935, 1939, 1953, 1956, 1960, 1964, 1970, 1972 y 1974.
    - 26 subcampeonatos: 1888, 1891, 1892, 1893, 1898, 1899, 1901, 1911, 1913, 1914, 1920, 1924, 1930, 1932, 1933, 1937, 1938, 1950, 1954, 1955, 1957, 1968, 1969, 1975, 1982 y 1983.

### Torneos amistosos
- Copa Rous (1): 1985.
  - 2 subcampeonatos: 1986 y 1989.
- Copa Kirin (1): 2006.